# Culicoides truncatus
Culicoides truncatus är en tvåvingeart som beskrevs av Art Borkent 2000. Culicoides truncatus ingår i släktet Culicoides och familjen svidknott. Inga underarter finns listade i Catalogue of Life.